# Убийството на Троцки
„Убийството на Троцки“ (на английски: The Assassination of Trotsky) е френско-английско-италиански филм от 1972 г. на американския кинорежисьор Джоузеф Лоузи.
Главната роля на Лев Троцки се изпълнява от уелския киноактьор Ричард Бъртън. В ролята на Франк Джаксън участва френският киноартист Ален Делон. Ролята на Гита Самюълс се изпълнява от австрийската киноактриса Роми Шнайдер.

## Сюжет
Внимание:  Текстът по-долу разкрива сюжета на произведението (или части от него)!
Тази филмова творба е дълбок психологически портрет на Франк Джаксън, убиецът на изпратения в изгнание руски комунистически лидер Троцки. Филмът представя хронологията на последите 3-4 месеца на Троцки от военното нападение през май 1940 г. в двора около мексиканския затвор, където на 21 август е убит.

## В ролите
| Изпълнител           | Роля                           |
| -------------------- | ------------------------------ |
| Ален Делон           | Рамон Меркадер                 |
| Роми Шнайдер         | Гита Самюълс                   |
| Ричард Бъртън        | Лев Троцки                     |
| Валентина Кортезе    | Наталия Седова, жена на Троцки |
| Енрико Мария Салерно | Саласар                        |
| Карлос Миранда       | Шелдън Харт                    |